# 원소 기호

원소 기호(元素記號)는 화학 원소를 나타내는 기호이다.
원소 이름(주로 라틴어나 그리스어)의 첫 글자를 대문자로 나타내고, 첫 글자가 같을 때는 중간 글자를 택하여 첫 글자 다음 소문자로 나타낸다. (일부 원소들은 세 글자이다.) 원소 기호는 주기율표로 정리되어 있으며, 화학 반응을 나타낼 때에 편리하게 쓰인다.
{\displaystyle \mathrm {2H_{2}+O_{2}\ \rightarrow \ 2H_{2}O} }.
중국에서는 각 원소마다 대응하는 한자가 한 글자씩 있으며, 한자어로 표기할 수 있는 원소라고 해도 새로 글자를 만들어 쓴다.(예:氫(수소 경)) 한자의 제자 원리 중 형성자로 만들어지며, 부수는 상온에서의 형태에 따라 气(기체), 水(액체), 石(고체 비금속), 金(고체 금속)이, 음 부분은 해당 원소를 음역하거나, 그 원소의 성질을 나타내는 한자나 그 한자의 일부분을 취해서 넣는다. 원소가 새로 발견될 때마다 그것을 표기하기 위해 새로운 한자가 만들어진다. (중국어 주기율표)

## 같이 보기
- 기호 순 원소 목록